# Cảnh quan vùng mỏ Cornwall và Tây Devon
Khu khai mỏ Cornwall và Tây Devon là một di sản thế giới, trong đó bao gồm cảnh quan khai thác tại Cornwall và Tây Devon ở phía tây nam của Vương quốc Anh. Các địa điểm đã được thêm vào danh sách di sản thế giới tại phiên họp thứ 30 của UNESCO tại Vilnius vào năm 2006. Đây là các mỏ khai thác đồng và thiếc thế kỷ 18 và 19, thể hiện sự đóng góp của các mỏ tại Cornwall và Tây Devon cho cuộc cách mạng công nghiệp ở nước Anh, tạo ra ảnh hưởng sâu sắc tới ngành công nghiệp khai thác trên toàn thế giới.

## Lịch sử
Tính đến giữa thế kỷ 16, Devon khai thác khoảng 25-40% sản lượng thiếc so với Cornwall nhưng tổng số tiền thu được từ việc khai thác tại Cornwall và Devon trong giai đoạn này là tương đối nhỏ. Sau những năm 1540, khai thác tại Cornwall đã có những tiến bộ vượt bậc và khai thác của Devon chỉ khoảng 1/10 so với Cornwall. Từ giữa thế kỷ 16 trở đi, các mỏ tại Devon có giá trị rất nhỏ trong thu nhập cho nhà vua và đã phải ngừng sản xuất theo Đạo luật 1512 của Quốc hội (điều này không áp dụng cho các mỏ tại Cornwall).
Phong cảnh tại Cornwall và Tây Devon đã được định hình lại hoàn toàn trong suốt thế kỷ 18 và 19 bằng cách khai thác hầm mỏ đối với đồng và thiếc. Các hầm mỏ, nhà máy, xưởng đúc, nhà ở, đồn điền, bến cảng và các ngành công nghiệp phụ trợ mọc lên đánh dấu sự đổi mới về năng suất khai thác. Trong những năm đầu thế kỷ 19, các khu vực này khai thác và cung cấp hai phần ba lượng đồng cho toàn thế giới. Trong thời gian cuối thế kỷ 19, các mỏ ở phía đông của Cornwall và Tây Devon cung cấp một nửa nhu cầu về sản lượng Asen cho thế giới.
Đầu thế kỷ 19 cũng chứng kiến một cuộc cách mạng về công nghệ động cơ hơi nước làm thay đổi bộ mặt của ngành khai khoáng. Động cơ bơm chùm được phát triển bởi các kỹ sư Richard Trevithick và Arthur Woolf cho phép khai thác ở độ sâu lớn hơn nhiều và đã được áp dụng cho đến tận nay. Động cơ chùm và các máy móc khai thác mỏ đã được xuất khẩu từ các xưởng đúc kỹ thuật chính trong vùng ở Hayle, Perranarworthal, Tavistock... đến các khu khai thác mỏ trên toàn thế giới.

## Khu vực
Di sản thế giới này bao gồm các khu vực riêng biệt được liên kết với nhau theo chủ đề trải dài từ Cornwall qua Tây Devon. Nó gồm:
- Khu khai thác St Just trong Penwith
- Cảng Hayle
- Khu khai thác Tregonning và Gwinear
- Trewavas
- Khu khai thác Wendron
- Quận khai thác Camborne và Redruth
- Wheal Peevor
- Cảng Portreath
- Khu khai thác Gwennap
- Xưởng đúc Devoran và Perran
- Kennall Vale
- Khu khai mỏ St Agnes
- Thung lũng Luxulyan
- Charlestown
- Khu khai thác Caradon
- Thung lũng sông Tamar
- Tavistock